# Luis Felipe Rodríguez
Luis Felipe Rodríguez Jorge (Mérida, Yucatán, 29 de mayo de 1948) es un astrónomo, investigador y académico mexicano. Su campo de investigación es la radioastronomía. Se ha especializado en el estudio sobre las fuentes galácticas de rayos X (binarias de rayos X, pulsares de rayos X) y sobre el nacimiento y juventud de las estrellas, y ha hallado evidencia de discos protoplanetarios en las estrellas jóvenes. Es miembro de El Colegio Nacional.

## Estudios
Realizó sus primeros estudios en el Centro Universitario Montejo, en su ciudad natal. Se trasladó a la Ciudad de México para cursar la licenciatura en física en la Facultad de Ciencias de la Universidad Nacional Autónoma de México (UNAM) obteniendo el título en 1973. Viajó a los Estados Unidos para ingresar a la Universidad de Harvard, lugar en donde obtuvo una maestría (1975) y un doctorado (1978) en Astronomía.

## Investigador y académico
Se incorporó al Instituto de Astronomía de la UNAM en 1979, un año más tarde, la Junta de Gobierno de la UNAM lo  nombró director del mismo. Fue fundador y director del Instituto de Radioastronomía y Astrofísica de la UNAM, en el cual se desempeña como investigador titular "C". Es investigador nacional de excelencia del Sistema Nacional de Investigadores de México.  Ingresó a El Colegio Nacional el 24 de febrero de 2000 con el discurso "El polvo infinito", el cual fue contestado por el doctor Manuel Peimbert.
En sus investigaciones ha encontrado evidencia de los discos protoplanetarios en estrellas jóvenes. Fue codescubridor de los flujos bipolares moleculares, motivo por el cual se ha revisado el paradigma de la formación estelar.

## Premios y distinciones
- Premio Robert J. Trumpler, por su tesis doctoral Radio Recombination Line Observations of the Ionized Gas in the Galactic Center, otorgado por la Astronomical Society of the Pacific, en 1980.
- Beca Henri Chrétien, por sus trabajos en astronomía observacional, otorgado por la American Astronomical Society, en 1984.
- Premio Nacional Puebla, por el Consejo Estatal de Ciencia y Tecnología de Puebla, en 1984.
- Premio Nacional de Investigación en Ciencias Exactas, por la Academia Mexicana de Ciencias, en 1985.
- Premio Manuel Noriega Morales, por la Organización de los Estados Americanos, en 1986.
- Premio Dudley, por el Observatorio Dudley, en 1987.
- Beca Guggenheim, por la Fundación Guggenheim, en 1988.
- Medalla Eligio Ancona, por el Gobierno de Yucatán, en 1991.
- Premio Universidad Nacional en el área de Ciencias Exactas, por la Universidad Nacional Autónoma de México, en 1992.
- Premio Nacional de Ciencias y Artes en el área de Ciencias Físico-Matemáticas y Naturales por el Gobierno Federal de México, en 1993.
- Cátedra Patriomonial de Excelencia Nivel I, por el Consejo Nacional de Ciencia y Tecnología (Conacyt), en 1994.
- Premio Bruno Rossi, por la American Astronomical Society, en 1996.[4]
- Premio de Física, por la Third World Academy of Sciences (TWAS), en 1997.
- Premio Ricardo J. Zevada, por la Fundación Zevada, en 1998.
- Medalla "Héctor Victoria Aguilar", por el Congreso del Estado de Yucatán, en 2004.
- Investigador Emérito, por la Universidad Nacional Autónoma de México, en 2010.[5]

## Obra publicada
Ha escrito y publicado más de trescientos artículos científicos, entre ellos destacan:
- "The Ionization Structure of H II Regions of Different Helium Content", en Revista Mexicana de Astronomía y Astrofísica, coautor en 1974.
- Un universo en expansión, en 1986.
- "Dense Cores and Bipolar Outflows", en Masers, Molecules and Mass Outflows in Star Forming Regions, en 1986.
- "The Radio Continuum Spectrum of Partially Ionized Globules" en Journal of Astrophysics & Astronomy, coautor en 1991.
- "Subarcsecond Observations of Radio Continuum from Jets and Disks", en la Revista Mexicana de Astronomía y Astrofísica, en 1995.
- "A search for radio emission from Galactic supersoft X-ray sources", en Monthly Notices of the Royal Astronomical Society, coautor en 2002.
- "IRAS 16293-2422B: A Compact, Possibly Isolated Protoplanetary Disk in a Class 0 Objetc", en The Astrophysical Journal, coautor en 2005.
- "PKS 1622-253: A Weakly Accreting, Powerful Gamma-Ray Source", en The Astrophysical Journal, coautor en 2005.
- "Proper Motions of the Ansae in the Planetary Nebula NGC 7009", en la Revista Mexicana de Astronomía y Astrofísica, coautor en 2007.
- Galileo su tiempo, su obra y su legado, coatuor, en 2009.